# Багиров, Закир Нариман оглы
Закир Нариман оглы Багиров (азерб. Zakir Nəriman oğlu Bağırov; 27 ноября 1929, Шуша, Нагорно-Карабахская автономная область — 30 марта 1989, Баку) — советский хозяйственный, государственный и политический деятель, доктор философских наук, профессор.

## Биография
Родился в 1929 году. Член КПСС с 1954 года.
С 1953 года — на хозяйственной, общественной и политической работе. В 1953—1989 годах — преподаватель кафедры философии Азербайджанского государственного университета. Аспирант. Научный сотрудник сектора философии Академии наук Азербайджана. Старший преподаватель Азербайджанского государственного университета. Лектор. Заместитель заведующего отделом науки и школ, заведующий лекторской группой, заместитель заведующего отделом науки и учебных заведений ЦК КП Азербайджана. 
С 1966 года — заведующий кафедрой философии Академии наук Азербайджанской ССР. 
Министр культуры Азербайджанской ССР (1971—1988).
Избирался депутатом Верховного Совета Азербайджанской ССР 8 — 11 созывов.